# Editori di giochi di ruolo
Questa lista è suscettibile di variazioni e potrebbe essere incompleta o non aggiornata.

Questa lista contiene produttori di giochi di carte, giochi da tavolo, wargames, giochi di ruolo e altri accessori e prodotti utili per questi giochi. Non sono incluse in questa lista le compagnie che semplicemente rivendono prodotti di altre compagnie, così come sono escluse le compagnie che vendono online i propri prodotti. Non sono inclusi in questa lista produttori di video o di giochi di ruolo online.

## 0-9
- 1% Inspiration Games - Accessori per il gioco di ruolo
- 19th Century Miniature - Miniature
- 1i Productions - Giochi da tavolo
- 3W - Wargames
- 49th West Games - Giochi da tavolo
- 5th Epoch Publishing -  Giochi di ruolo fantasy
- 999 Games - Giochi da tavolo
- 9th Level Games - Giochi di ruolo

## A
- A2 Press Giochi di ruolo
- Abacus Spiele – Produttrice di giochi di carte e da tavolo tedesca
- Abi Games - Giochi di carte
- Abstract Nova - Accessori per il gioco di ruolo
- Adamant Entertainment - Accessori per il gioco di ruolo
- Adept Press - Giochi di ruolo
- Ad Astra Games - Wargames
- Adiken - Giochi di carte, miniature
- Adventure Games - Wargames
- Adventures Unlimited - Giochi di ruolo
- Aegis Studios - Accessori per il gioco di ruolo
- Aetherco/Dreamcatcher - Giochi di ruolo
- Agents of Gaming - Wargames
- Alderac Entertainment Group - Giochi di carte collezionabili, Giochi di ruolo
- Alien Menace - Giochi di carte
- All About Games - Miniature
- Alliance Publications - Giochi di ruolo
- alphaBIT - Wargames
- Alpine Games - Carte e Giochi da tavolo
- Alternative Armies - Wargames
- Amarillo Design Bureau Inc. -Wargames e Miniature fantascientifiche
- Amateur Press Association - Magazine
- Amigo Spiele - Giochi da tavolo
- Anoch Game Systems - Giochi di carte
- Ape Games - Giochi da tavolo
- Apex Publications - Giochi di ruolo
- Apophis Consortium - Giochi di ruolo
- Arbor Productions - Giochi di ruolo
- Arc Dream Publishing - Giochi di ruolo
- Arcadiam Games - Giochi di ruolo
- Archaia Studios Press - Giochi di ruolo
- Archangel Entertainment - Giochi di ruolo
- Archive Miniature - Miniature
- Arctic Ranger Productions - Giochi di ruolo
- Argus Specialist - Magazine
- Arion Games - Miniature
- Armada Enterprises - Miniature
- Armorcast - Miniature
- Arthaus - Giochi di ruolo e Giochi di carte
- Art Meets Matter - Giochi da tavolo e ideatrice del design di giochi di carte
- Asmodée Éditions - Giochi da tavolo (inizialmente chiamata Siroz)
- Atlas Games - Giochi di carte collezionabili, Giochi di carte, e Giochi di ruolo
- Atlantis Enterprises - Giochi di ruolo
- Atomic Sock Monkey -  Giochi di ruolo
- Australian Design Group - Wargames
- Avalanche Press – Giochi di ruolo storici
- Avalon Hill – (parte della Wizards of the Coast) Giochi da tavolo
- Avatar Games Enterprises -  Giochi di carte
- Äventyrsspel - Giochi di ruolo

## B
- Bad Axe Games – Accessori per il gioco di ruolo
- Beai - Giochi di carte collezionabili
- Bard Games - Giochi di ruolo
- Bards e Sages - Giochi di ruolo
- Bard's Productions - Accessori per il gioco di ruolo
- Baron Publishing Company - Magazine
- Bastion Press - Accessori per il gioco di ruolo
- Battlefront Miniature Ltd - Miniature
- Battleline Publications - Wargames
- Bayonet Games - Wargames e Giochi di ruolo
- Bearhug Publications - Wargames e Accessori per il gioco di ruolo
- Beaumont Miniature Workshop – Miniature fantasy e fantascientifiche
- Behemoth3 - Accessori per il gioco di ruolo
- Bent Castle Workshops - Giochi di carte
- Better Mousetrap Games - Giochi di ruolo
- Big Finger Games - Giochi di ruolo
- Big Play - Giochi da tavolo
- Bill Cobb Productions - Giochi di carte, Giochi da tavolo, e Giochi di ruolo
- Biohazard Games - Giochi di ruolo
- Black Dragon Press -  Giochi di ruolo
- Black Industries - Accessori per il gioco di ruolo
- Black Orc Games - Miniature
- Black Rabbit Games - Giochi di ruolo
- Black Spiral Dist. - Giochi di ruolo
- Black Tree Design - Miniature e Giochi di carte collezionabili
- Blacksburg Tactical Research Center - Giochi di ruolo
- BlackWyrm Games - Giochi di ruolo
- Bleford Press - Videogiochi - Giochi di carte
- Blind Luck Studios - Giochi da tavolo
- Blizzard Entertainment - Giochi di carte
- Blood e cartestock - Giochi di carte e Giochi da tavolo
- Blue Devil Games - Giochi di ruolo e Giochi strategici
- Blue Orange Games - Giochi da tavolo e Giochi di carte
- Blue Panther LLC - Giochi da tavolo e Giochi di carte
- Board Enterprises - Giochi di ruolo
- Bone Games - Giochi da tavolo e Giochi di carte
- BoneMan Press - Accessori per il gioco di ruolo
- Bottled Imp Games - Accessori per il gioco di ruolo
- Brigade Games e Hobby Supply, LLP - Miniature e accessori
- British Isles Traveller Support - Accessori per il gioco di ruolo
- Brittannia Game Designs - Giochi da tavolo e Giochi di ruolo
- Britton Designs - Accessori per il gioco di ruolo
- Brookhurst Hobbies -  Miniature
- Bruce Monnin - Magazine
- Bucephalus Games - Giochi da tavolo
- Buffalo Games - Giochi da tavolo
- Bully Pulpit Games - Giochi di ruolo
- Burger Games - Giochi di ruolo

## C
- C in C Miniature - Miniature
- Cactus Game Design - Giochi di carte e Giochi da tavolo basati su libri
- Cafe Games - Giochi da tavolo
- Cambridge Games Factory - Giochi di carte da tavolo
- Camelot Pewter - Miniature
- CardsCabinet, The - Giochi di carte
- Cardsinal Games - Giochi da tavolo e Giochi di carte
- Carnell - Magazine
- Carnivore Games - Giochi di ruolo
- Cartamundi – Giochi di carte
- Catalyst Game Labs - Wargames e Giochi di ruolo
- Cell Entertainment - Miniature e Giochi da tavolo
- Challenges e Creations - Giochi da tavolo
- Chaosium - Giochi di ruolo
- Charles J Walther - Giochi di ruolo
- Chaturanga Concepts - Giochi da tavolo
- Chessex Manufacturing Co Inc - Gaming accessori
- Chipco - Miniature
- Citadel Miniature U.S. - Miniature
- Clash of Arms -Magazine e Miniature
- Close Simulations - Giochi da tavolo
- Cloud Kingdom Games Inc - Giochi di ruolo
- Cold Blooded Games - Giochi di ruolo e accessori
- Columbia Games - Giochi da tavolo storici
- Comic Images -vGiochi di carte collezionabili
- Compass Games - Wargames
- Comstar Games - Giochi di ruolo e accessori
- Conflict Games - Wargames
- Contested Ground Studios - Giochi di ruolo
- Cool Studio - Giochi di carte
- Corone Design - Giochi di ruolo
- Courier Publishing Company, The - Magazine e Miniature
- Cracked Mirror Publishing - Giochi di ruolo
- Cranium, Inc. - Giochi da tavolo e Giochi di carte
- Creation Chaos Inc - Giochi di carte
- Creations Unlimited - Accessori per il gioco di ruolo
- Creative Wargames Workshop - Giochi da tavolo e Miniature
- Crimson Empire Publishing - Giochi di ruolo
- Crisloid - Giochi da tavolo
- Critical Hit - Giochi da tavolo
- Critical Mass Studios - Giochi di ruolo
- Croftword - Magazine
- Crown e erews - Giochi da tavolo
- Crucible Design - Giochi di ruolo
- Crunchy Frog Enterprises - Giochi di ruolo e Miniature
- Crystal Caste LLC - Dadi
- CyberGecko - Giochi da tavolo e Giochi di carte

## D
- Daedaleus - Giochi di ruolo
- Daemon - Giochi di ruolo
- DaGoom Inc -  Accessori e libri per il giochi di ruolo
- Dancing Eggplant Games - Giochi da tavolo
- Darcsyde Productions - Giochi di ruolo
- Dark City Games - Giochi di ruolo
- Dark Furies Publishing - Accessori per il gioco di ruolo
- Dark Horse Games - Giochi di ruolo e Miniature
- Dark Matter Studios - Giochi di ruolo
- Dark Nebulae - Accessori per il gioco di ruolo
- Dark Portal Games - Accessori per il gioco di ruolo
- Dark Sword Miniature - Miniature
- Dart Flipcartes Inc. - Giochi di carte collezionabili
- David Martin e Leonard Millman - Wargames
- David Skorupski - Giochi di carte
- daVinci Games - Giochi da tavolo
- Dawnfire Games - Giochi di ruolo
- Days of Wonder - Giochi da tavolo
- db Spiele - Giochi da tavolo
- Decipher, Inc. - Giochi di carte collezionabili, Giochi di ruolo
- Dead Ant Games - Giochi di carte
- Death's Edge Games - Giochi di ruolo
- Decision Games - Giochi da tavolo
- Deep 7 - Giochi di ruolo
- Délires - Giochi di ruolo (chiusa nel 1998)
- DemonBlade Games - Miniature
- Descarte Editeur - Giochi da tavolo
- Destruction Games - Giochi di ruolo
- DG Associates - Giochi di carte e Giochi di carte collezionabili
- Dice e Games Ltd - Dadi
- D'Ice Inc. - Dadi
- Different Worlds - Giochi di ruolo e accessori
- Digest Group Publications - Giochi di ruolo
- Digital Media Exchange, Inc. (dme) - Giochi di ruolo
- Dimension Six - Accessori per il gioco di ruolo
- Distant Seas Publishing - Giochi da tavolo
- Dog-eared Designs - Giochi di ruolo
- Dog Soul Publishing - Giochi di ruolo
- DoriseFrank - Giochi di carte
- Doster Company - Miniature
- Dragon - Magazine
- Dragons Lair - Giochi di ruolo e accessori
- Dragon Shields – Accessori per i giochi di carte collezionabili
- Dragon Tree Press - Accessori per il gioco di ruolo
- Dragonlords - Accessori per il gioco di ruolo
- Dream Pod 9 - Miniature e Giochi di ruolo
- Dream Quest Games - Giochi da tavolo
- Dreamborn - Giochi di ruolo
- Driftwood Publishing - Giochi di ruolo
- Dust Bunny Games -  Giochi di carte
- Dwarfstar Games - Wargames
- Dwarven Forge - Miniature e accessori
- Dynasty Presentations - Giochi di ruolo e Accessori

## E
- Eagle Games - Giochi da tavolo e Giochi di carte
- Earwig Enterprises - Giochi da tavolo
- Easy Eight Enterprises - Wargames
- Eden Games Inc. - Giochi da tavolo cristiani
- Eden Studios, Inc. - Giochi di carte, Giochi di ruolo
- Editora Devir - Giochi di ruolo
- Editora Daemon - Giochi di ruolo
- Edutainment - Giochi da tavolo
- Eidolon Studios - Accessori per il gioco di ruolo
- Eight Foot Llama - Giochi da tavolo e Giochi di carte
- Eilfin Publishing - Giochi di ruolo
- Elizabeth Newbery - Giochi da tavolo
- Emerald Press - Giochi di ruolo
- Emperor's Choice - Accessori per il gioco di ruolo e Miniature
- EN Publishing - Accessori per il gioco di ruolo
- Endless Games - Giochi da tavolo e Giochi di carte
- Enerdyne - Giochi da tavolo e Giochi di carte
- Engelmann Military Simulations (EMS) - Wargames
- Enigma Miniature – Miniature fantasy
- Eos Press - Giochi di ruolo e Giochi di carte
- Epitaph Studios - Giochi di ruolo
- EA Games - Giochi di ruolo, wargames
- Eureka Miniature - Miniature
- EuroGames - Giochi da tavolo
- Evil Minions Games - Dadi
- Evil Polish Brothers - Giochi da tavolo
- Excalibre Games - Wargames
- Excel Marketing - Giochi di ruolo
- Excelsior Entertainment - Giochi di carte
- Expeditious Retreat Press - Giochi di ruolo
- Extraordinary Worlds Studio  - Giochi di ruolo

## F
- Face2Face Games - Giochi da tavolo
- Fact e Fantasy Games - Giochi da tavolo e Miniature
- Fantastische Spiele GmbH - Giochi di ruolo e Accessori per il gioco di ruolo
- Fantasy Flight Games - Giochi da tavolo,  supplemanti per il d20 System e Giochi di ruolo
- Fantasy Games Unlimited - Giochi di ruolo e Accessori per il gioco di ruolo
- Fantasy Productions - Giochi di ruolo
- Far Future Enterprises - Giochi di ruolo
- FASA - Giochi di ruolo
- Fast Forward Entertainment - Accessori per il gioco di ruolo
- Fat Messiah Games - Giochi da tavolo e Giochi di ruolo
- FCB e Associates - Giochi di carte
- FG Miniature - Miniature
- Fiery Dragon Productions - Accessori per il gioco di ruolo
- Fifth Column Games - Wargames
- Final Sword Productions - Accessori per il gioco di ruolo
- Fire e Fury Games Battlefront - Miniature games
- Firefight Games - Wargames
- Firefly Games - Giochi di ruolo
- Flags for the Lads - Miniature
- Flashpoint Miniature - Miniature
- Fleer – Accessori per i giochi di carte collezionabili
- Fleet Games Inc - Giochi da tavolo
- Flying Buffalo - Giochi da tavolo, Giochi di ruolo
- Flying Mice LLC - Giochi di ruolo
- ForEverWorld Books - Giochi di ruolo
- Foundry Miniature - Miniature
- Four Color Figures - Miniature
- Franckh-Kosmos - Giochi da tavolo
- Freman Publications - Giochi di ruolo
- Fretter's - Giochi da tavolo
- Front Porch Classics - Giochi da tavolo e Giochi di carte
- FSpace Publications - Giochi di ruolo
- Fun e Games - Giochi da tavolo
- Fun Connection - Giochi da tavolo
- Fun Factory Games - Giochi da tavolo
- Funmaker Games - Giochi di carte
- FX Schmidt - Giochi da tavolo

## G
- Gale Force Nine - Giochi di ruolo e accessori
- Galileo Games Inc - Giochi di ruolo
- Gallant He's Gamer Gear - Games accessori
- Game Codex - Giochi di ruolo, Miniature, e dice
- Game Designers' Guild - Game Designers' Guild (SAZ) Newsletter
- Game Designers' Workshop - Wargames e Giochi di ruolo (out of business; see Far Future Enterprises)
- Game Research/Design - Wargames
- Game Figures Inc - Miniature
- Game Masters Associated - Accessori per il gioco di ruolo
- Game Monkey Press - Giochi di ruolo
- Game Systems, Inc - Play-by-mail games
- Gamealogical Institute - Dice games, Giochi da tavolo, game exploration
- GAMeBIT - Giochi di carte e Giochi da tavolo
- The Gamers - Wargames
- Games Above Board - Giochi da tavolo, Giochi di carte, coaster games, dice games
- Games Publications Group - Wargames
- Games Workshop - Miniature games e Giochi da tavolo
- Gamescience Inc. - Dice e Accessori per il gioco di ruolo
- Gamesmiths - Giochi da tavolo
- Gametime - Giochi da tavolo
- Gamewright - Giochi da tavolo e Giochi di carte
- Gammazon - Wargames
- Ganesha Games- Wargames e Giochi di ruolo
- Gaslight Press - Accessori per il gioco di ruolo
- GeoHex - Miniature terrain
- Georgo Industries - Miniature
- GhazPORK Industrial - collezionabili Giochi di carte
- Ghost Miniature - Miniature
- GHQ Models - Miniature
- Gibsons Games - Giochi da tavolo
- GiftTRAP - Giochi da tavolo
- Gigamic - Giochi da tavolo
- Ginfritter's Gnomish Workshop - Decals e Fantasy Miniature
- Gio Games - Wargames
- Glory Games - Bible-based Giochi da tavolo
- GMT Games - Giochi da tavolo, Giochi di carte e Giochi di ruolo
- Gnawing Ideas - Mythic Perspectives Magazine
- Gold Brick Games - Giochi da tavolo
- Gold Rush Games - Giochi di ruolo
- Goldsieber - Giochi da tavolo
- Good Industries - Wargames
- Goodman Games - Giochi di ruolo
- Gorilla Games - Giochi di ruolo
- Gre Prix International - For-hire shop that produces games
- Great Escape Games - Miniature
- Great River Games - Giochi di ruolo
- Great White Games - collezionabili Giochi di carte e Giochi di carte
- Green Knight Publishing - Giochi di ruolo
- Green Ronin Publishing - Accessori per il gioco di ruolo
- Greenfield Hobby Distributors - Miniature e Miniature
- Grenadier Models - Miniature e Giochi da tavolo
- Grenier Games - Wargames
- Grey Ghost Press, Inc. - Giochi di ruolo
- Griffin Games - Giochi di ruolo
- Grim Reaper Casting - Miniature
- Grimoire Games - Giochi di ruolo
- Gripping Beast - Miniature
- Ground Zero Games - Miniature e wargames
- Group Three Games - Wargames
- GT2 Fun e Games - Giochi da tavolo
- Guardians of Order - Giochi di ruolo
- Guidon Games - Giochi da tavolo e wargames
- Guardians of Order Inc - Giochi di ruolo
- Guild of Blades Publishing - Giochi da tavolo e Giochi di ruolo
- Guildhouse Games - Accessori per il gioco di ruolo

## H
- Habermaaß GmbH - Giochi da tavolo
- Hahn - Wargames
- Hammerdog Games -  Giochi da tavolo e Giochi di ruolo
- Hamsterprophet Productions - Giochi di ruolo
- Hans im Glück - Giochi da tavolo
- Harlequin Miniature - Miniature
- Hasbro - Giochi da tavolo e Giochi di carte
- Heartbreaker Hobbies e Games - Miniature
- HekaForge Productions - Giochi di ruolo
- Heliograph, Inc. - Giochi di ruolo
- Heliograph Inc - Giochi di ruolo
- Heraldic Games - Giochi di ruolo
- Heresy Gaming - Giochi di ruolo
- Hero Factory - collezionabili Giochi di carte
- Hero Games - Giochi di ruolo e accessori
- Hex Games - Giochi di ruolo
- HG Walls - Miniature games
- Hidden City Games - collezionabili Giochi di carte
- Highmood Media - Giochi di ruolo
- Hinterwelt Enterprises LLC - Giochi di ruolo
- Histogame - Wargames
- Historical Perspectives - Wargames
- HLBS Publishing -  Wargames e Miniature
- Hobby Japan - Wargames
- Hobby Products - Miniature
- Hogshead Press - Giochi di ruolo
- Holistic Design Inc - Giochi di ruolo e computer games
- Hot Wire Foam Factory - Miniature
- House of Slack Games - Giochi di carte
- Howard Hues / Regal Paints - Miniature
- Hoyle Products - Giochi di carte e Giochi da tavolo
- Hubbub -  Giochi da tavolo
- Humanhead Studios - Giochi di ruolo e accessori
- Hunted Harlequin Games - collezionabili Giochi di carte
- Hyperion Entertainment - Giochi da tavolo

## I
- Icon Miniature (Harlequin Minis) - Miniature
- IFGS - Giochi di ruolo
- Ignition Entertainment - Giochi di ruolo
- Imagination Games - Giochi da tavolo e DVD games
- Imagine Role Playing - Giochi di ruolo
- Imex Model Company - Miniature
- Imperium Games - Giochi di ruolo e Miniature
- Infinite Imagination - Giochi da tavolo
- Inner Circle - Accessori per il gioco di ruolo
- Inner City Game Design – Miniature e Giochi da tavolo
- InsideMind Entertainment - Giochi di carte
- IntegratedWargames - Miniature
- Interactive Imagination - collezionabili Giochi di carte
- Interactivities Ink - Giochi di ruolo
- Invisible City Productions - Giochi di carte e Giochi da tavolo
- Ionian Games Studio - Giochi di ruolo
- Iron Crown Enterprises - Giochi di ruolo
- Iron Sun Games - Giochi da tavolo
- Ironwind Metals - Miniature
- Ironwood Omnimedia Company - Giochi di ruolo
- ISA - Giochi di ruolo
- Issaries, Inc - Giochi di ruolo
- Italeri - Miniature

## J
- J.A. Delinski - Giochi da tavolo
- Jaques of London - Giochi da tavolo
- JagdPanther - Wargames
- Jagex - Giochi di ruolo
- James Ernest Games - Giochi da tavolo e Giochi di carte
- Jax Games - Giochi da tavolo
- JDB Games - Giochi da tavolo
- Jedko Games - Wargames
- Jeux Descarte - Giochi di ruolo
- John Wallis - Giochi da tavolo
- Johnny Reb Game Company, The - Wargames
- Jolly Roger Games - Miniature
- Joseph Scoleri - Accessori per il gioco di ruolo
- JR Miniature - Miniature
- Judges Guild - Accessori per il gioco di ruolo
- Jumbo International - Giochi da tavolo
- Just Plain Wargames/Pacific Rim Publications - Giochi da tavolo e wargames
- J. W. Spear e Sons - Giochi da tavolo

## K
- Kabal Gaming System - Giochi di ruolo
- Karmel Games, Inc. -  Giochi da tavolo
- Kenzer e Company - Miniature e Giochi di ruolo
- Key 20 Publishings - Giochi di carte, Giochi da tavolo eWargames
- Knuckleduster Publications - Accessori per il gioco di ruolo
- Khalsa Brain Games - Accessori per il gioco di ruolo
- Khepera Publishing - Giochi di ruolo
- Koplow Games Inc - Dadi
- Kosmos - Giochi da tavolo
- Kryomek Holdings - Miniature

## L
- L2 Design Group - Wargames
- Lance e Laser Models Inc - Miniature
- Le of Legend - Giochi da tavolo
- Last Unicorn Games - Giochi di ruolo e Miniature
- LateGaming - Giochi di ruolo
- Laughing Pan - Giochi da tavolo e Giochi di ruolo
- Le Games, The - Giochi di ruolo e accessori
- Leading Edge Games - Giochi di ruolo
- Limestone Publishing - Accessori per il gioco di ruolo
- Lion Rampant - Giochi di ruolo e Giochi di carte
- Litrex 84 - Giochi da tavolo
- Living Imagination - Accessori per il gioco di ruolo
- Living Imagination of New Engle (LIONE Rampant) - Giochi di ruolo
- Living Room Games - Giochi di ruolo
- London Wargames Section - Wargames e Miniature
- Lone Shark Games - Carte e Giochi da tavolo
- Looney Labs - Carte e Giochi da tavolo
- Lost Adept Distractions - Giochi di carte, Giochi di ruolo e Wargames
- Lowry Enterprises - Campaign Magazine
- Lost Battalion Games -  Wargames
- Louis Porter Jr Design -  Giochi di ruolo e accessori
- LPS - Magazine

## M
- M.E.K. Games - Giochi di carte
- M.S. Kinney - Giochi di ruolo
- Maelstrom Hobby - Giochi di ruolo
- Magnificent Egos - Miniature e Accessori per il gioco di ruolo
- Majestic Twelve Games - Giochi da tavolo e Giochi di carte
- Majora - Toys e Giochi da tavolo
- Malhavoc Press - Accessori per il gioco di ruolo
- Manticore Productions - Giochi di ruolo
- Margaret Weis Productions, Ltd - Giochi di ruolo
- Marischal Adventures - Giochi di ruolo
- Marquee Press - Giochi di ruolo
- Martian Game Modules - Accessori per il gioco di ruolo
- Matrix Games - Wargames
- Mayfair Games - Giochi da tavolo e Giochi di ruolo
- McArthur Games - Giochi da tavolo e Wargames
- McFarlane Toys - Miniature
- McLoughlin Brothers - Giochi da tavolo
- McNutty Games - Giochi di carte
- Mega Miniature - Miniature
- Melbourne House - Wargames
- Meramic Enterprises -  Wargames e Miniature
- Mesomorph Games - Giochi da tavolo
- Metagaming Concepts - Board e Giochi di ruolo
- Metaversal Studios - Giochi da tavolo e Giochi di carte
- Metropolis - Giochi di ruolo
- Microgame Design Group - Wargames
- Milton Bradley Company - Giochi da tavolo
- Minden Games - Giochi da tavolo
- Miniature World Maker - Miniature
- Minifigs - Miniature
- Miscellaneous Miniature - Miniature
- Misguided Games - Giochi di ruolo
- Misfit Studios - Giochi di ruolo
- Mobius Games -  Giochi di ruolo
- Moments in History -  Wargames
- Monkey God Enterprises - Accessori per il gioco di ruolo
- Mongoose Publishing - Giochi di ruolo e accessori, Miniature games
- MonkeyGod Enterprises - Accessori per il gioco di ruolo
- Monte Cook - Accessori per il gioco di ruolo
- Moon Design Publications - Giochi di ruolo
- Mudpuppy Games - Miniature
- Multi-Man Publishing - Wargames
- Multisim Publishing - Giochi di ruolo
- Musket Miniature LLC - Miniature
- MYNDzei Games - Giochi di carte
- Mynstrel's Song Productions - Giochi di ruolo
- Myriador Ltd - Giochi di ruolo
- Myrmidon Press - Giochi di ruolo e Giochi da tavolo
- Mystic Eye Games - Accessori per il gioco di ruolo
- Mystic Moldwyrks - Accessori per il gioco di ruolo
- Mystic Station Designs - Accessori per il gioco di ruolo
- Mythic Dreams Studios - Accessori per il gioco di ruolo
- MythIntentions, LLC - Giochi di carte collezionabili
- Mythrole Games - Giochi da tavolo e Accessori per il gioco di ruolo

## N
- Naughty Faerie Productions - Giochi di ruolo
- NavWar - Miniature
- Nightfall Games - Giochi di ruolo
- Necromancer Games - Accessori per il gioco di ruolo
- Neo Productions - collezionabiliGiochi di carte
- Neogames - Giochi di ruolo
- New Dimension Games - Miniature e Giochi di ruolo
- Newline Designs - Miniature
- Nikoli - Giochi da tavolo
- Non-Sequitur Productions - Giochi di ruolo
- North London Wargames Group - Miniature games
- Nova Game Designs - Giochi da tavolo, Wargames e Giochi di ruolo

## O
- Obsidian Studios - Accessori per il gioco di ruolo
- Old Glory Miniature - Miniature
- Old Kingdom Games - Giochi di ruolo
- Omega Games - Giochi da tavolo
- On Deme Games - Giochi da tavolo
- One Small Step - Giochi da tavolo, Giochi di carte, wargames
- Operational Studies Group - Wargames
- Optimus Design Systems - Giochi di ruolo (fallita; guarda SSDC, Inc.)
- Orisek Industries - Dice e Supplies
- Osprey Publishing - Accessori per il gioco di ruolo
- Other Hes - Giochi di ruolo
- OtherWorld Creations, Inc. - Accessori per il gioco di ruolo
- Ottoman Litho - Giochi da tavolo
- Out of the Box Publishing - Giochi da tavolo e Giochi di carte
- Outpost Wargame Services - Miniature games
- Outset Media - Giochi da tavolo e Giochi di carte

## P
- P.J.'s Pier - Accessori per il gioco di ruolo
- Pacesetter Ltd - Giochi di ruolo e Giochi da tavolo
- Padwolf Publishing - Giochi di ruolo
- Pagan Publishing - Accessori per il gioco di ruolo
- Pagat Games - Giochi da tavolo e Giochi di carte
- Paizo Publishing - Magazines
- Palabra - Giochi di carte
- Palladium Books - Giochi di ruolo
- Peahead Productions - Accessori per il gioco di ruolo
- Paradigm Concepts - Accessori per il gioco di ruolo
- Paragon Games - Giochi di ruolo
- Paragrim Concepts - Accessori per il gioco di ruolo
- Pariah Press - Giochi di ruolo
- Parker Brothers - Giochi da tavolo
- Patch Products - Giochi da tavolo e Giochi di carte
- Partizan Press - Giochi di ruolo
- Pegasus Hobbies - Miniature
- Pegasus Press - Giochi da tavolo
- Pelgrane Press - Giochi di ruolo
- People's Wargames - Wargames
- Peregrine Press - Giochi di ruolo
- Perfect Timing Inc - Giochi da tavolo
- Perpetrated Press - Accessori per il gioco di ruolo
- Perry Moore Games - Wargames
- Perrin Miniature - Miniature
- Phage Press - Giochi di ruolo
- Pharoah Games - Giochi di ruolo
- PH Games - Giochi di ruolo
- PHD Games - Miniature
- PHI International Games -  Giochi da tavolo basati sugli sport
- Piatnik e Söhne - Giochi di carte
- Pinnacle Entertainment Group - Giochi di ruolo e collezionabili Giochi di carte
- Pinnacle Products - Miniature
- Piquet - Wargames
- Placebo Press - Giochi da tavolo
- Plastwood - Giochi da tavolo
- Playroom Entertainment - Giochi di carte e Giochi da tavolo
- Plenary Games - Giochi di carte
- Poppo Bres LLC - Giochi da tavolo e Giochi di carte
- Portal - Giochi di ruolo
- Positive RolePlaying Inc - Giochi da tavolo
- Precedence Entertainment - Giochi di carte collezionabili
- Precedence Publishing - Giochi di ruolo
- Precis Intermedia - Giochi di ruolo
- Pressman Toy Corp. - Giochi da tavolo
- Price Stern Sloan - Giochi di carte
- Prince August - Miniature
- Prince of Darkness Games - Giochi di ruolo
- Privateer Press - Miniature games e Giochi di ruolo
- Propagea Publishing - Giochi di ruolo
- PsyX Games - Strategy Giochi da tavolo e Giochi di ruolo

## Q
- Quality Family Games - Giochi da tavolo
- Quarterdeck Games - Wargames
- Queen Games - Giochi da tavolo
- Quest Machine - Giochi da tavolo
- Quintessential Mercy Studio - Giochi di ruolo

## R
- R*Kiiv - Miniature Fantasy
- R. Talsorian Games - Giochi di ruolo
- ReR Games Inc - Giochi da tavolo
- Rackham Miniature - Giochi di ruolo, accessori, e Miniature
- Ragnar Brothers - Giochi da tavolo
- Raider Books - Wargames
- Ral Partha - Miniature
- Ranger Games - Giochi di ruolo
- Rasta Designz- Giochi da tavolo
- Rattrap Productions - Miniature e Miniature
- Raven Star Game Design - Giochi di ruolo
- Rävsvans - Giochi di ruolo
- Rawcliffe - Miniature
- Real Action - Giochi da tavolo
- Realm Miniature - Miniature
- Reaper Miniature - Miniature
- Red Spire Press - Accessori per il gioco di ruolo
- Replay Publishing - Giochi da tavolo
- Research Games - Wargames
- Rex Games - Giochi da tavolo
- Rigobello Editore - Giochi di ruolo
- Rio Gree Games - Giochi da tavolo
- Riotminds - Giochi di ruolo
- Robert Mansfield - Wargames
- Ronin Arts - Giochi di ruolo
- RoseArt - Giochi da tavolo
- RPG Objects - Accessori per il gioco di ruolo
- Romancing Cathay - Giochi di carte e Giochi di carte collezionabili

## S
- Sababa Toys - Giochi di carte
- Sabertooth Games - Giochi di carte collezionabili
- Sabledrake Enterprises - Accessori per il gioco di ruolo
- Sabol Designs - Miniature
- Sagacity Games - Giochi da tavolo
- Salvador Games - Wargames
- Sane Studios - Giochi di ruolo
- Sanguine Productions - Wargames
- Salameer Games - Giochi da tavolo e Giochi di carte
- Savant Guarde Entertainment - Giochi di carte
- Savita Games - Giochi da tavolo
- Scaldcrow Games - Giochi di ruolo
- Scarab Games - Accessori per il gioco di ruolo
- Schroeder Publishing e Wargames - Wargames
- Sci-Fi Supply - Accessori per il gioco di ruolo
- Score - Giochi di carte collezionabili
- Scorpion's Nest Tactical Gaming - Giochi di ruolo
- Second World Simulations - Accessori per il gioco di ruolo
- Selchow e Righter - Giochi da tavolo
- Set Enterprises - Giochi di carte
- Sevinpold Castles - Giochi da tavolo
- SFR Inc - Giochi da tavolo
- Shield Games - Giochi di ruolo
- Shootingiron Design - Giochi di ruolo
- Sierra Madre Games - Giochi da tavolo
- Siler Ventures - Giochi da tavolo
- Simmons Games -Wargames
- SimTac Miniature - Miniature
- Simulation Publications, Inc. (SPI) - Wargames e Giochi di ruolo
- Simulations Design Corporation - Wargames
- Singh, Wagner, Stehle - Giochi di ruolo
- Six Sided Simulations - Giochi di carte
- Sixteen Coal Black Horses - Giochi di ruolo
- Skirmisher Publishing - Miniature e Accessori per il gioco di ruolo
- Skyrealms Publishing - Giochi di ruolo
- Skycastle Games - Giochi di ruolo
- SlugFest Games - Giochi di carte
- Smirk e Dagger Games - Giochi di carte
- SmiteWorks - Giochi di ruolo
- Social Games (ImageNative Worlds) - Giochi di carte collezionabili
- Sovereign Press Inc - Accessori per il gioco di ruolo
- Spartacus Press - Giochi di ruolo
- Spearhead Games - Giochi da tavolo
- Spellbinder Games - Accessori per il gioco di ruolo
- Squadron Products - Miniature
- SS Games - Wargames
- Stan Johansen Miniature - Miniature
- StarChilde Publications - Accessori per il gioco di ruolo
- Stargames - Giochi da tavolo
- Steam Power Publishing - Giochi di ruolo e accessori
- SteamLogic - Wargames
- Sterling Publishing - Accessori per il gioco di ruolo
- Steve Jackson Games - Giochi da tavolo, Giochi di carte, e Giochi di ruolo
- Steve Barber models - Miniature
- Storm Press - Giochi di ruolo
- Strat-O-Matic - Giochi da tavolo
- Strategic Gaming Society - Wargames
- Strategic Studies Group - Giochi di carte collezionabili
- Strategy Gaming Society - Wargames
- Strife Games - Wargames
- Sunset Games - Wargames
- Sunriver Games - Giochi da tavolo
- Sutton Hoo Games - Miniature
- Sunnywood Inc - Giochi da tavolo
- Sword e Sorcery Studios - Giochi di ruolo e accessori
- SynHeme- Giochi di carte
- Synister Creatives Systems - Giochi di ruolo

## T
- Table Tactics - Giochi da tavolo
- Tabletop Games (Heritage) - Miniature e Wargames
- Talicor Inc - Giochi da tavolo e Giochi di carte
- Talon Games - Wargames e Miniature
- Target Games - Giochi di ruolo
- Task Force Games - Giochi da tavolo e Wargames
- Technomancer Press - Giochi di ruolo
- Teddy Bear Press - Giochi di ruolo
- Temple Games - Giochi da tavolo e Giochi di carte
- Terran Games - Wargames
- Testor Corporation - Miniature
- Texas Miniature - Miniature
- The Gamers - Giochi da tavolo
- The Realm of Fantasy - Giochi da tavolo e Giochi di carte
- Third World Games - Giochi di carte
- Thompson Industries - Giochi da tavolo e Giochi di ruolo
- Thoroughbred Miniature - Miniature
- THQ - Giochi di ruolo
- Thunder Castle Games - Giochi di carte collezionabili
- THWAPRS - Giochi di carte
- Tilsit Editions - Giochi da tavolo
- Timeless Games - Giochi di ruolo
- Timeline Inc. - Giochi di ruolo
- Timeline Ltd. - Giochi da tavolo
- TimJim Games - Giochi da tavolo
- TJ Games - Giochi di carte
- Too Fat Lardies - Miniature
- Tomy - Giochi da tavolo e Giochi di carte
- Torchlight Games - Giochi di carte
- Tower Games - Wargames
- Triad Entertainment - Accessori per il gioco di ruolo
- Tri King Games - Giochi di carte collezionabili e Miniature
- Tri Tac Games - Giochi di ruolo
- Triumph Game Company - Wargames
- Tronen Games - Accessori per il gioco di ruolo
- Troll Lord Games - Accessori per il gioco di ruolo
- TSR - Defunto editore di giochi di ruolo (principalmente Dungeons and Dragons) e da tavolo, acquisita dalla Wizard of the Coast e attualmente marchio di proprietà della Hasbro
- Tsukuda Hobby - Wargames
- Tuff Stuff - collezionabili Giochi di carte
- Twenty-First Century Games - Accessori per il gioco di ruolo
- Twilight Creations Inc - Giochi da tavolo
- Two Wolf - Giochi da tavolo
- Tyrant Games - Wargames

## U
- Überplay - Giochi da tavolo e Giochi di carte
- Ubisoft Entertainment - Wargames
- UKG Publishing - Accessori per il gioco di ruolo
- Underworld Publishing - Accessori per il gioco di ruolo
- Ungame - Giochi da tavolo e Giochi di carte
- UNI Games - Giochi di ruolo
- United States Playing Card Company - Giochi di carte
- University Games - Giochi da tavolo e Giochi di carte
- Unstoppable Productions - Giochi di ruolo
- Upper Deck Entertainment - Giochi di carte collezionabili
- US Game Systems - Giochi da tavolo

## V
- Vajra Enterprises - Giochi di ruolo
- Valent Games - Giochi di ruolo
- Valhalla Simulation Games - Giochi di ruolo
- Valiant Games - Giochi di ruolo e dadi
- Vallejo Paints - Miniature
- Van der Veer Games - Giochi da tavolo
- Vengeance Games - Giochi di carte
- Venice Connection - Giochi da tavolo
- Victory Games- Giochi di ruolo
- Viking Games - Giochi di ruolo e accessori
- Visionary Entertainment Studio Inc - Giochi di ruolo

## W
- Waddingtons - Giochi di carte e da tavolo
- Wargame accessori - Miniature
- Wargames Foundry - Miniature
- Wargames Research Group - Miniature
- Warmodelling - Miniature
- Wastele Games - Giochi di ruolo
- Watkins - Wargames
- Web Games - Giochi di ruolo
- West Coast Games - Wargames
- West End Games - Accessori per il gioco di ruolo
- West Wind Productions - Miniature
- Western Publishing Games - Giochi di carte e giochi da tavolo
- White Wolf - Giochi di ruolo e accessori
- Whitman - Giochi da tavolo
- Wicked Dead Brewing Company - Giochi di ruolo
- Wicked Press - Accessori per il gioco di ruolo
- Wiggles 3D - Giochi da tavolo
- Wingnut Games - Giochi di ruolo e Miniature games
- Winning Moves - Giochi da tavolo
- Wise Turtle Publishing - Giochi di ruolo
- Wizard – Giochi di strategici
- Wizards of the Coast (parte di Hasbro-  Giochi di carte collezionabili e Giochi di ruolo
- White Wolf Publishing - Giochi di ruolo
- Whyspire - Giochi da tavolo
- WizKids LLC - Miniature e Giochi da tavolo
- Wolfe Games - Giochi da tavolo
- Wonderworld Press - Giochi di ruolo
- Woodle Scenics - Miniature
- Word Game Boards -  Giochi da tavolo
- World Works Games – Accessori per il gioco di ruolo
- Worthington Games - Wargames
- Wytchlight - Giochi di ruolo

## X
- Xanadu Games - Giochi di ruolo
- XID Creative - Giochi di ruolo
- XTR Corporation - Giochi da tavolo

## Y
- Yaquinto Publications - Wargames

## Z
- ZeM Enterprises - Miniature
- Z-man Games - Giochi da tavolo, Giochi di carte e Giochi di ruolo
- Zeno Games - Giochi da tavolo
- Zipwhaa, Inc. - Giochi di carte
- Zobmondo - Giochi da tavolo, Giochi di carte
- Zocchi Distributors - Giochi di ruolo
- Zody Games - Giochi di ruolo
- Zottola Publishing Inc - Accessori per il gioco di ruolo
- Zugames - Giochi da tavolo
- Z Inc. - Giochi di ruolo